# Bobo (film)
Bobo (ang. The Bobo) – film komediowy z 1967 roku, zrealizowany według powieści Olimpia Burta Cole. W Polsce film ten był emitowany przez kanał TCM.

## Treść
Hiszpania. Juan Bautista (Peter Sellers) jest byłym matadorem, który przybywa do Barcelony marząc o rozpoczęciu kariery piosenkarza. Właściciel lokalnego teatru oferuje Juanowi zawarcie kontraktu i umożliwienie mu debiutu pod jednym warunkiem. Juan ma trzy dni na uwiedzenie Olimpii Segury - najbardziej pożądanej kobiety w Barcelonie. Jeżeli mu się nie powiedzie kontrakt przepadnie. Juan podejmuje wyzwanie. By zbliżyć się do Olimpii udaje się do niej podając się za wysłannika bogatego arystokraty, który rzekomo pragnie się z nią spotkać...

## Obsada
- Peter Sellers – Juan Bautista
- Britt Ekland – Olimpia Segura
- Rossano Brazzi – Carlos Matabosch
- Adolfo Celi – Francisco Carbonell
- Hattie Jacques – Trinity Martinez
- Ferdy Mayne – Silvestre Flores
- Kenneth Griffith – Pepe Gamazo
- Al Lettieri – Eugenio Gomez
- Marne Maitland – Luis Castillo
- John Wells – Pompadour Major Domo
- Don Lurio – Ramon Gonzales